# Centrul geografic al Europei
Centrul Europei sunt puncte geografice care s-au stabilit prin diferite calcule, ele având un rol mai important pentru turism.

## Istoric

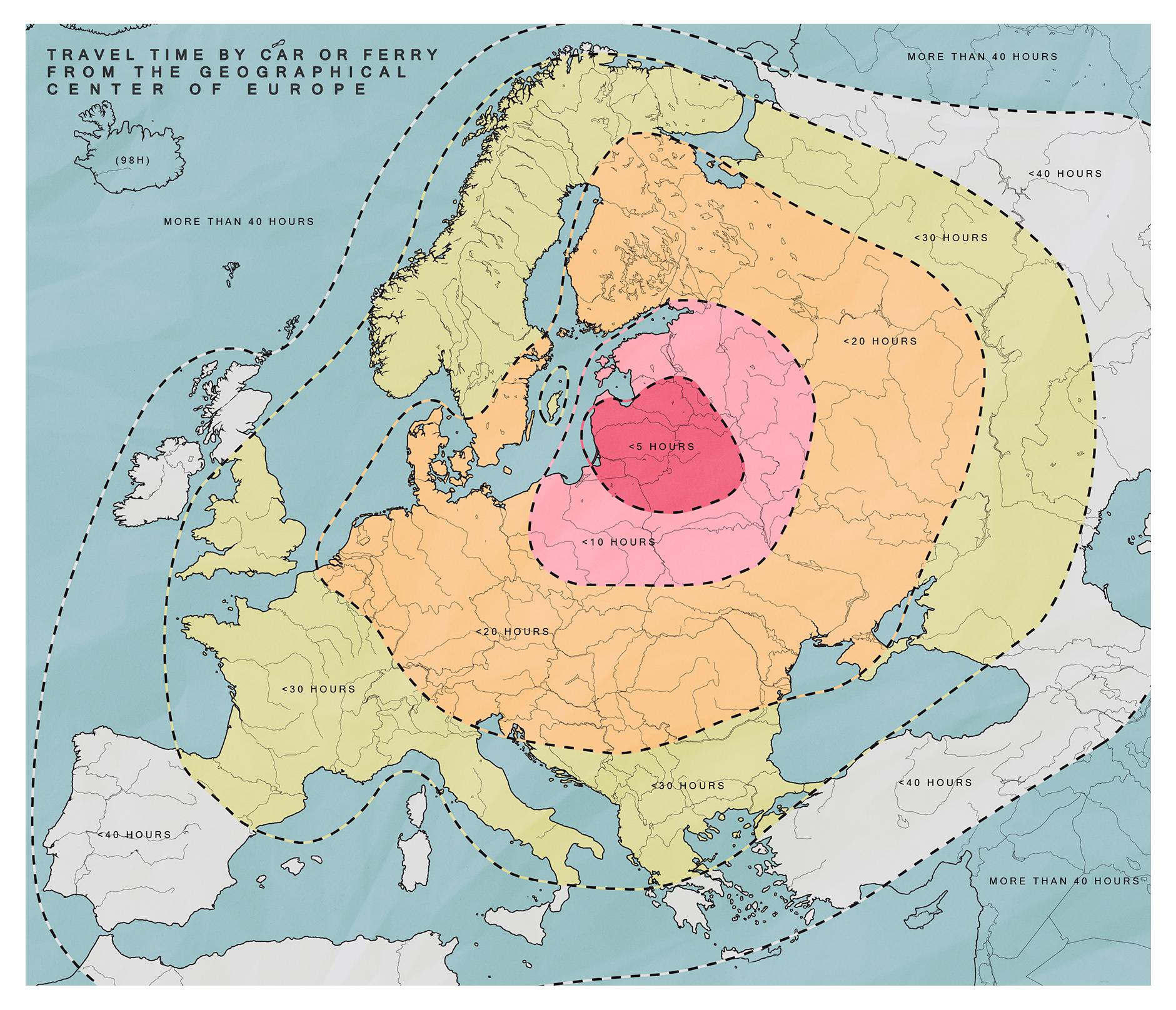

Deja în anul 1775 a fost socotit orașelul polonez Suchowola centrul Europei de cartograful și astronomul polonez „Szymon Antoni Sobiekrajski”. Pe când geografii austrieci considerau centrul Europei, dealul Tillenberg  (939 m) (Dyleň) situat în apropiere de Cheb (Boemia). Aceast calcul era documentat de o placă de cupru care a fost amplasată pe deal, lucru de care profită din punct turistic și azi localitatea germană din apropiere Neualbenreuth. Prin diferite metode de calcul au fost stabilite și alte puncte geografice din apropirere care ar fi amplasate în centrul Europei.
Astfel s-a stabilit un astfel de punct în apropiere de Rahău (Ucraina), punct marcat printr-un stâlp de beton cu o placă de metal pe care stă inscripția latină:
Locus Perennis Dilicentissime cum libella librationis
quae est in Austria et Hungaria confectacum mensura
gradum meridionalium et paralleloumierum Europeum.
MD CCC LXXXVII.

## Calcule recente
Calculele mai recente de la Institut Géographique National din Franța au stabilit în anul 1989 „Centrul Europei” satul Purnuškės situat la nord de Vilnius (Lituania) 54° 54′ 0″ N, 25° 19′ 0″ E. 
După evenimentele politice de extindere spre est a Europei, centrul Europei este considerat 
- lângă Viroinval (Belgia) (50° 0′ 33″ N, 4° 39′ 59″ E)
- iar din 2007 centrul se află la Gelnhausen 50° 10′ 21″ N, 9° 9′ 0″ E